# Saint-Geniès-de-Varensal
Saint-Geniès-de-Varensal is een gemeente in het Franse departement Hérault (regio Occitanie) en telt 224 inwoners (2004). De plaats maakt deel uit van het arrondissement Béziers.

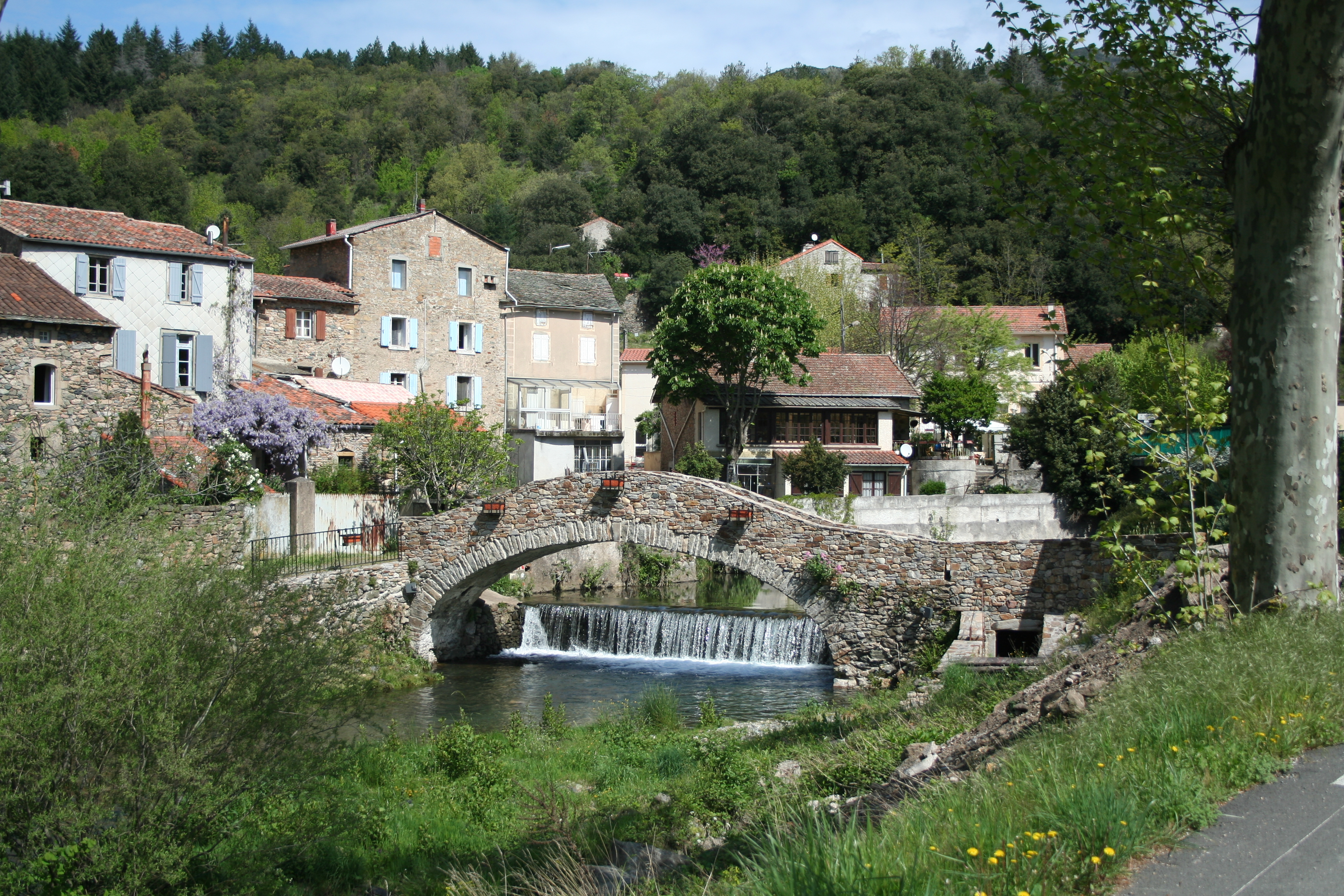
Saint-Geniès-de-Varensal
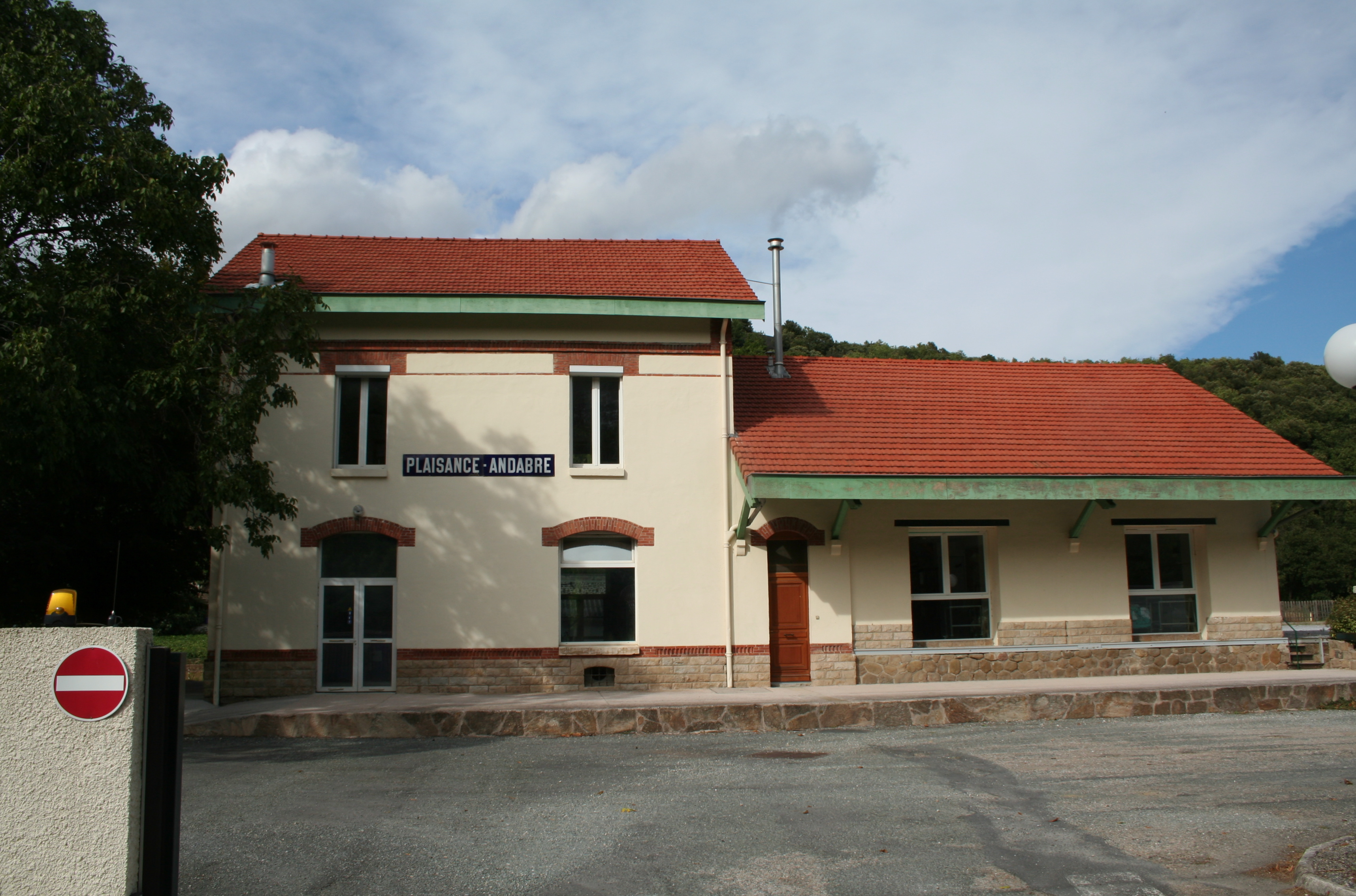
Station
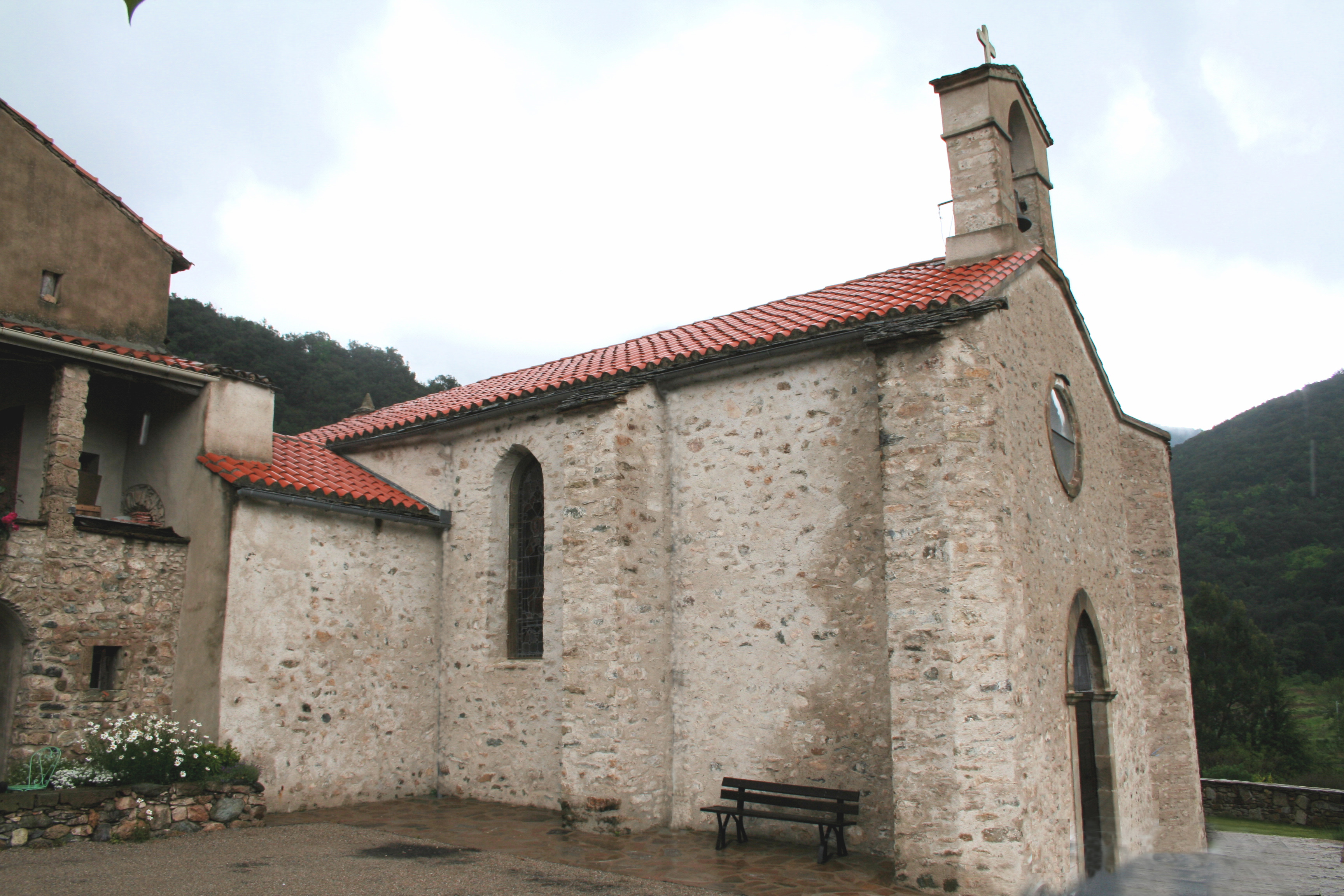
Kerk van Saint-Geniès-de-Varensal
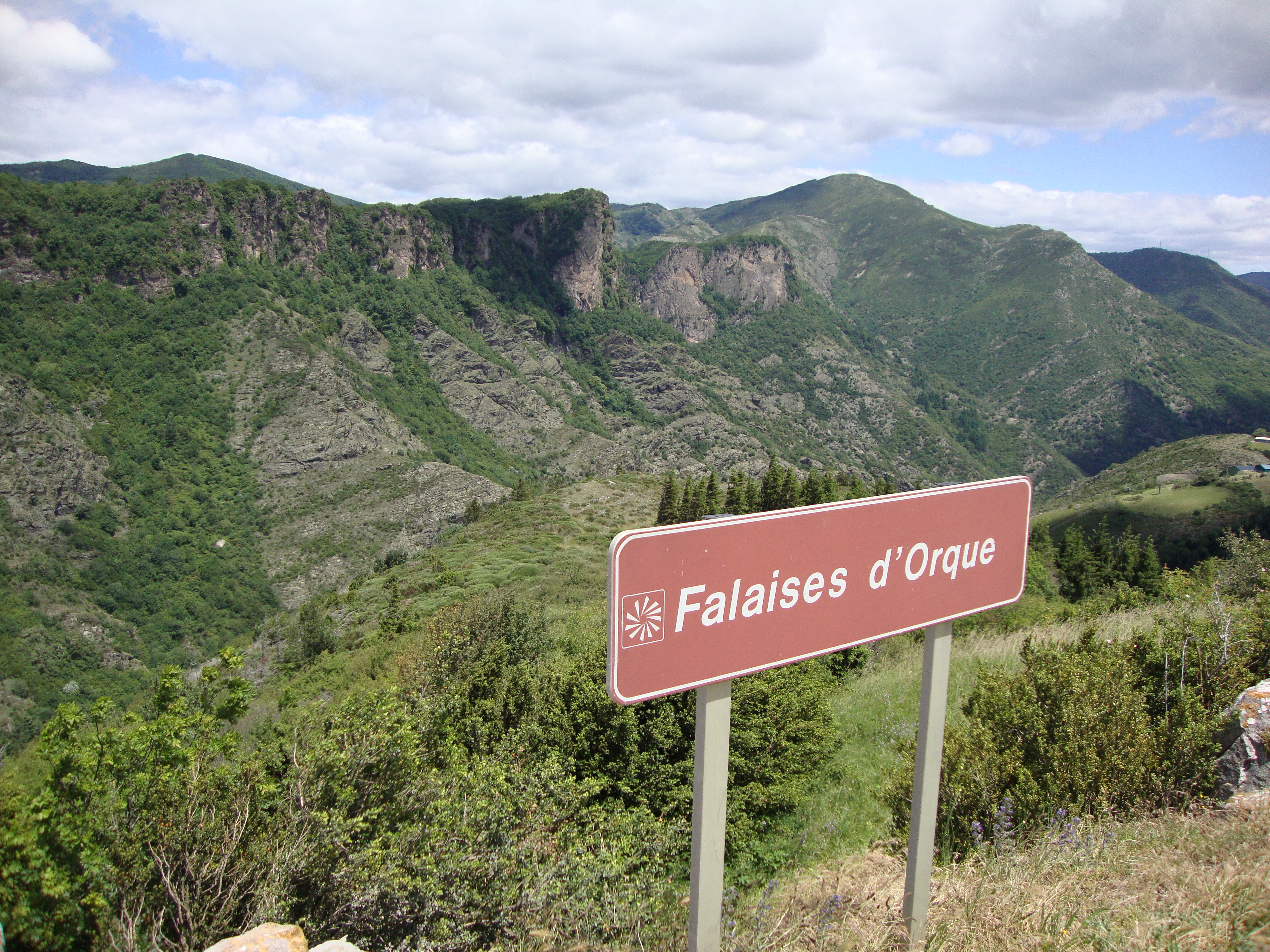
Falaises d'Orque

## Geografie
De oppervlakte van Saint-Geniès-de-Varensal bedraagt 12,9 km², de bevolkingsdichtheid is 17,4 inwoners per km².

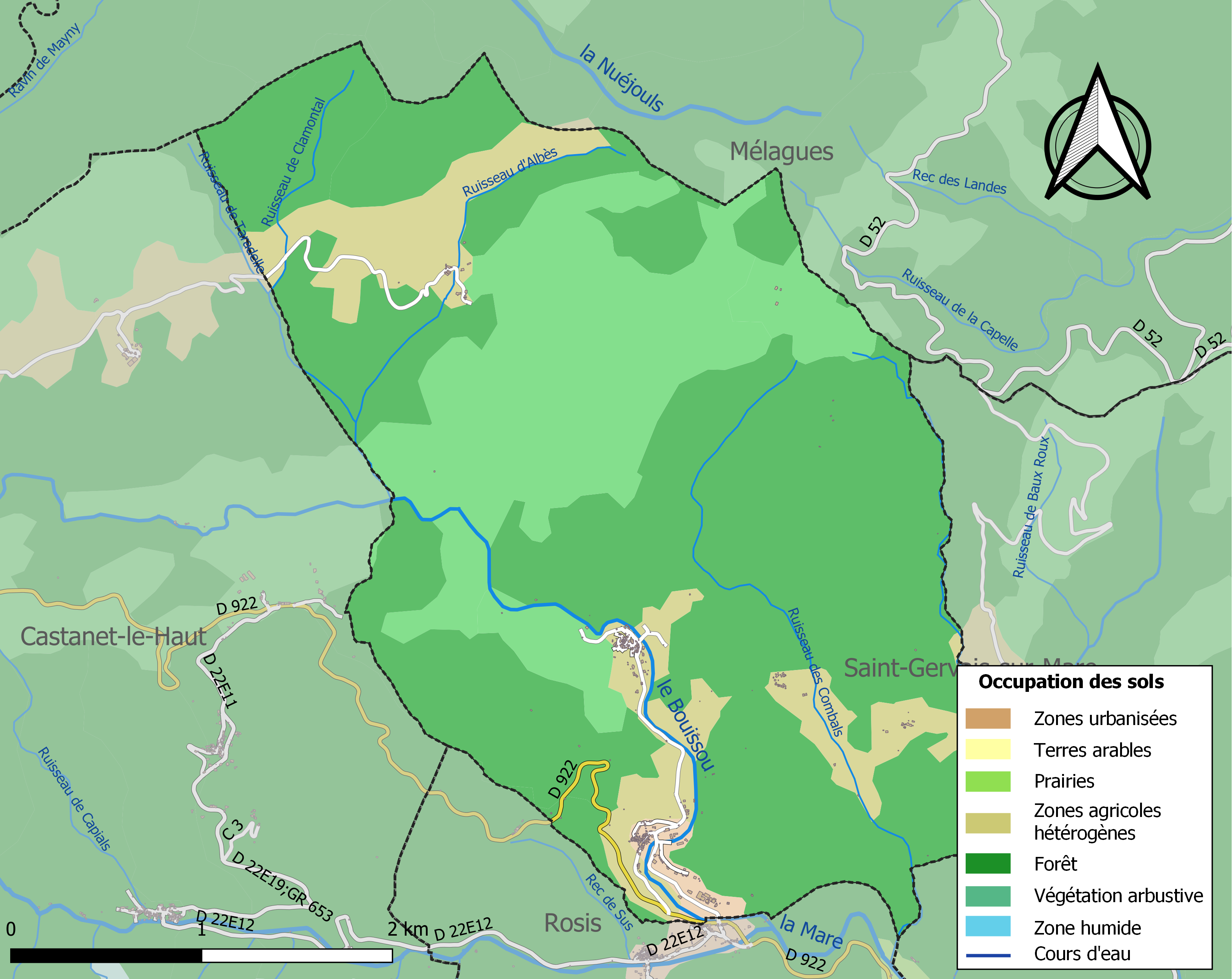
Kaart van de gemeente met de belangrijkste infrastructuur, bodemgebruik en omliggende gemeenten

## Demografie
Onderstaande figuur toont het verloop van het inwonertal (bron: INSEE-tellingen).